# George S. Messersmith

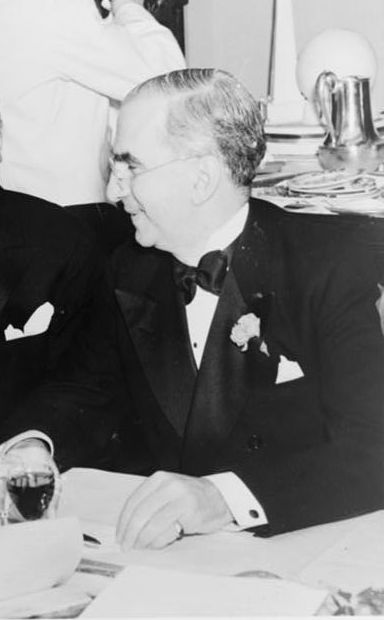
George Strausser Messersmith, 1938

George Strausser Messersmith (* 3. Oktober 1883 in Fleetwood; † 29. Januar 1960 in Dallas) war ein Botschafter der Vereinigten Staaten.

## Leben
Die Eltern von George S. Messersmith waren Sarah S. C. Strausser und Charles A. Messersmith.
Messersmith war Lehrer an einer öffentlichen Schule in Delaware und trat 1914 in den auswärtigen Dienst. Von 1916 bis 1917 war Messersmith Konsul auf Curaçao, 1919 in Antwerpen. 1926 wurde er zum Generalkonsul befördert und 1929 in Buenos Aires akkreditiert. Von 1929 bis 1933 war Messersmith Generalkonsul in Berlin und von 1934 bis 1936 in Wien. Hier warnte er die amerikanische Regierung vor den Propagandamöglichkeiten durch die Olympischen Spiele 1936 und empfahl einen Olympiaboykott. Er wurde 1936 zum Assistant Secretary of State berufen. Auf diesem Posten trug er wesentlich zu einer Abkehr von der isolationistischen Tendenz der US-Außenpolitik bei. 1937 kam Adam von Trott zu Solz über Messersmith mit William Joseph Donovan in Kontakt.
Auf die Initiative von Messersmith wurde anlässlich der Konferenz von Évian das President's Advisory Committee on Political Refugees (PACPR) gegründet.
Nach dem Angriff auf Pearl Harbor schrieb Messersmith:

„Japan could have done us no better service“

1946 kehrte Messersmith nach Buenos Aires zurück, wo er nun das Amt des Botschafters der Vereinigten Staaten in Argentinien begleitete. Er Löste dort Spruille Braden ab, der sich als US-Botschafter in den argentinischen Wahlkampf (gegen den späteren Wahlsieger Juan Perón) eingemischt hatte; Perón hatte letztlich von Bradens Übergriff profitiert, aber es war klar, dass Braden nicht mehr haltbar war. 1947 wurde Messersmith als Botschafter in Buenos Aires von James Cabell Bruce abgelöst. 